# Radicchio di Chioggia
Il radicchio di Chioggia (in veneto chioggiotto radicio de Ciosa) è un prodotto ortofrutticolo italiano a indicazione geografica protetta.

## Storia e zona di produzione

Zona di produzione; in colore più chiaro, il territorio in cui si coltiva il solo tipo Tardivo.

La vocazione all'orticoltura della zona di Chioggia è testimoniata sin dai tempi antichi, tuttavia l'odierno Radicchio di Chioggia ha origini recenti. È stato selezionato, infatti, verso il 1950 dal Variegato di Chioggia, un tipo molto variabile ottenuto negli anni 1930 dall'introduzione nella zona del Variegato di Castelfranco. Dal punto di vista botanico, tutte queste varietà derivano da un incrocio tra l'indivia scarola a foglie di lattuga e il radicchio Rosso di Treviso tardivo.
La zona di produzione del tipo "Tardivo" coinvolge in tutto dieci comuni, appartenenti alle province di Venezia (Cavarzere, Chioggia, Cona), Padova (Codevigo, Correzzola) e Rovigo (Ariano nel Polesine, Loreo, Rosolina, Porto Viro, Taglio di Po). La zona di produzione del tipo "Precoce" è limitata ai soli comuni di Chioggia e Rosolina.

## Produzione e descrizione
La semina del tipo "Precoce" viene effettuata da inizio dicembre a fine aprile in semenzaio, oppure da inizio marzo direttamente in campo; la raccolta avviene tra aprile e là metà di luglio. Il tipo "Tardivo" è seminato in semenzaio dal 20 giugno al 15 agosto o direttamente in campo da luglio ad agosto; viene raccolto da settembre a marzo.
Nelle prime fasi di crescita, la pianta presenta foglie patenti e verdi, talvolta appena screziate di rosso, con il grumolo centrale assente o solo accennato. Successivamente vengono emesse grandi foglie rotondeggianti, con colorazione amaranto e nervature centrali bianche, che formano un grumolo sferico o leggermente schiacciato all'apice. Consistente e compatto, simile a quello del cavolo cappuccio, può sfiorare il mezzo chilo considerando la sola parte edule.
Ha consistenza piuttosto croccante e sapore amarognolo.